# Copa de Honor de 1936
A Copa de Honor de 1936, oficialmente Copa de Honor (Premio Municipalidad de Buenos Aires), foi uma competição de futebol da Argentina realizada de 5 de abril a 26 de julho de 1936. O San Lorenzo sagrou-se campeão argentino após conquistar a competição, e o Huracán ficou com o vice-campeonato.

## História
Em 1936, a AFA decidiu alterar a estrutura do Campeonato Argentino daquele ano em relação as edições anteriores, em vez de realizar um único campeonato, a entidade organizou dois torneios curtos de dezessete jogos cada. No lugar do primeiro turno do torneio oficial da Primeira Divisão, foi disputada a Copa de Honor. Com seu campeão, o San Lorenzo, classificando-se para disputar a final da temporada contra o vencedor do torneio representativo do segundo turno (chamado de Copa Campeonato), o River Plate. Este confronto, que foi colocada em jogo da Copa de Oro que, foi ganho pelo River Plate, teve como objetivo, originalmente, classificar o finalista argentino para participar da Copa Río de la Plata, embora posteriormente foi erroneamente considerado o vencedor como o campeão oficial do ano. Em julho de 2013, no entanto, a AFA ratificou a oficialidade da Copa de Honor e dos outros dois torneios disputados na temporada de 1936 como campeonatos oficiais da Primeira Divisão.

## Participantes
| Equipe             | Cidade               |
| ------------------ | -------------------- |
| Argentinos Juniors | Buenos Aires         |
| Atlanta            | Buenos Aires         |
| Boca Juniors       | Buenos Aires         |
| Chacarita Juniors  | Buenos Aires         |
| Estudiantes        | La Plata             |
| Ferro Carril       | Buenos Aires         |
| Gimnasia y Esgrima | La Plata             |
| Huracán            | Buenos Aires         |
| Independiente      | Avellaneda           |
| Lanús              | Lanús                |
| Platense           | Buenos Aires         |
| Quilmes            | Quilmes              |
| Racing Club        | Avellaneda           |
| River Plate        | Buenos Aires         |
| San Lorenzo        | Buenos Aires         |
| Talleres           | Remedios de Escalada |
| Tigre              | Victoria             |
| Vélez Sársfield    | Buenos Aires         |

### Distribuição geográfica dos participantes
| Região                 | Quant. | Equipes |
| ---------------------- | ------ | --- |
| Cidade de Buenos Aires | 10     | Argentinos Juniors, Atlanta, Boca Juniors, Chacarita Juniors, Ferro Carril Oeste, Huracán, Platense, River Plate, San Lorenzo e Vélez Sársfield |
| Grande Buenos Aires    | 6      | Independiente, Lanús, Quilmes, Racing Club, Talleres e Tigre                                                                                    |
| Cidade de La Plata     | 2      | Estudiantes e Gimnasia y Esgrima |

## Classificação final
| Pos | Equipes            | Pts | J  | V  | E | D  | GM | GS  | SG  |
| --- | ------------------ | --- | -- | -- | - | -- | -- | --- | --- |
| 1   | San Lorenzo        | 17  | 12 | 4  | 1 | 45 | 21 | +23 | 28  |
| 2   | Huracán            | 25  | 17 | 11 | 3 | 3  | 33 | 20  | +10 |
| 3   | Boca Juniors       | 24  | 17 | 10 | 4 | 3  | 36 | 17  | +19 |
| 4   | Vélez Sársfield    | 22  | 17 | 10 | 2 | 5  | 40 | 25  | +15 |
| 5   | Independiente      | 22  | 17 | 9  | 4 | 4  | 35 | 25  | 0   |
| 6   | River Plate        | 21  | 17 | 9  | 3 | 5  | 35 | 25  | 0   |
| 7   | Atlanta            | 19  | 17 | 8  | 3 | 6  | 34 | 38  | -4  |
| 8   | Racing Club        | 18  | 17 | 8  | 2 | 7  | 37 | 27  | -4  |
| 9   | Quilmes            | 18  | 17 | 7  | 4 | 6  | 27 | 26  | +1  |
| 10  | Chacarita Juniors  | 18  | 17 | 7  | 4 | 6  | 31 | 31  | 0   |
| 11  | Estudiantes        | 17  | 17 | 8  | 1 | 8  | 40 | 34  | +6  |
| 12  | Platense           | 16  | 17 | 6  | 4 | 7  | 23 | 26  | −3  |
| 13  | Ferro Carril       | 14  | 17 | 5  | 4 | 8  | 36 | 44  | +2  |
| 14  | Gimnasia y Esgrima | 13  | 17 | 4  | 5 | 8  | 33 | 45  | −12 |
| 15  | Talleres           | 12  | 17 | 6  | 0 | 11 | 27 | 30  | −3  |
| 16  | Lanús              | 9   | 17 | 3  | 3 | 11 | 29 | 43  | −14 |
| 17  | Tigre              | 7   | 17 | 2  | 3 | 12 | 17 | 42  | −25 |
| 18  | Argentinos Juniors | 3   | 17 | 1  | 1 | 15 | 15 | 54  | −39 |

## Goleadores
| Jogador   | Jogador            | Gols | Equipe             |
| --------- | ------------------ | ---- | ------------------ |
| Argentina | Alberto Zozaya     | 16   | Estudiantes        |
| Argentina | Ángel Alfonso      | 14   | Lanús              |
| Argentina | Bernardo Gandulla  | 14   | Ferro Carril       |
| Argentina | Luis Pérez         | 14   | Gimnasia y Esgrima |
| Argentina | José Manuel Moreno | 13   | River Plate        |
| Argentina | Evaristo Barrera   | 13   | Racing Club        |

## Premiação
| Campeonato Argentino de Futebol de 1936 (Copa de Honor) |
| ------------------------------------------------------- |
| San Lorenzo Campeão (5° título)                         |